# Persone di nome Jakub
| Questa pagina contiene informazioni ricavate automaticamente dalle voci biografiche con l'ausilio del template Bio e di un bot. L'aggiornamento è periodico e automatico e ricostruisce completamente la pagina. Se manca una persona in questa lista, sei pregato di non aggiungerla, ma accertati piuttosto che la sua voce biografica contenga il template Bio e che i dati anagrafici siano correttamente compilati. Se il template Bio manca, inseriscilo tu stesso o, in alternativa, metti l'avviso {{tmp\|Bio}} che ne segnala la mancanza. Se i dati riportati sono sbagliati, correggi direttamente la voce biografica; le modifiche saranno visibili in questa lista entro pochi giorni. Per chiarimenti vedi il progetto antroponimi. La lista contiene solo le 139 persone che sono citate nell'enciclopedia e per le quali è stato implementato correttamente il template Bio. Pagina aggiornata al 16 ott 2024. |

Questa è una lista di persone presenti nell'enciclopedia che hanno il prenome Jakub, suddivise per attività principale.

## Allenatori di calcio(1)
- Jakub Dovalil, allenatore di calcio e ex calciatore ceco (Praga, n. 1974)

## Arcivescovi cattolici(1)
- Jakub Uchański, arcivescovo cattolico polacco (Uchanie, n. 1502 - Łowicz, † 1581)

## Attori(1)
- Jakub Gierszał, attore polacco (Cracovia, n. 1988)

## Biochimici(1)
- Jakub Karol Parnas, biochimico polacco (Ternopil', n. 1884 - Mosca, † 1949)

## Biologi(1)
- Jakub Vágner, biologo, conduttore televisivo e musicista ceco (Praga, n. 1981)

## Canoisti(1)
- Jakub Jáně, canoista ceco (Hradec Králové, n. 1990)

## Canottieri(1)
- Jakub Hanák, canottiere ceco (Uherské Hradiště, n. 1983)

## Cestisti(13)
- Jakub Dłoniak, cestista polacco (Gorzów Wielkopolski, n. 1983)
- Jakub Garbacz, cestista polacco (Radom, n. 1994)
- Jakub Houška, cestista e allenatore di pallacanestro ceco (Most, n. 1982)
- Jakub Karolak, cestista polacco (Lublino, n. 1993)
- Jakub Kopf, cestista polacco (Cracovia, n. 1915 - Cracovia, † 1983)
- Jakub Kudláček, ex cestista ceco (Litoměřice, n. 1990)
- Jakub Nizioł, cestista polacco (Breslavia, n. 1996)
- Jakub Parzeński, cestista polacco (Breslavia, n. 1991)
- Jakub Schenk, cestista polacco (Tarnów, n. 1994)
- Jakub Šiřina, cestista ceco (Ostrava, n. 1987)
- Jakub Tůma, cestista ceco (Litoměřice, n. 1998)
- Jakub Wojciechowski, cestista polacco (Łódź, n. 1990)
- Jakub Zalewski, cestista polacco (Radom, n. 1986)

## Ciclisti su strada(5)
- Jakub Kaczmarek, ciclista su strada polacco (Kalisz, n. 1993)
- Jakub Mareczko, ciclista su strada italiano (Jarosław, n. 1994)
- Jakub Murias, ciclista su strada polacco (Rzeszów, n. 1998)
- Jakub Otruba, ciclista su strada ceco (Olomouc, n. 1998)
- Jakub Ťoupalík, ciclista su strada e ciclocrossista ceco (Tábor, n. 2001)

## Compositori(1)
- Jakub Jan Ryba, compositore e insegnante ceco (Přeštice, n. 1765 - Rožmitál pod Třemšínem, † 1815)

## Controtenori(1)
- Jakub Józef Orliński, controtenore polacco (Varsavia, n. 1990)

## Direttori d'orchestra(1)
- Jakub Hrůša, direttore d'orchestra ceco (Brno, n. 1981)

## Giavellottisti(1)
- Jakub Vadlejch, giavellottista ceco (Praga, n. 1990)

## Giocatori di football americano(3)
- Jakub Březina, giocatore di football americano ceco
- Jakub Mazan, giocatore di football americano polacco (n. 1992)
- Jakub Woleský, giocatore di football americano ceco (n. 1992)

## Hockeisti su ghiaccio(10)
- Jakub Horak, ex hockeista su ghiaccio svizzero (Zugo, n. 1974)
- Jakub Jeřábek, hockeista su ghiaccio ceco (Plzeň, n. 1991)
- Jakub Klepiš, hockeista su ghiaccio ceco (Praga, n. 1984)
- Jakub Kovář, hockeista su ghiaccio ceco (Písek, n. 1988)
- Jakub Nakládal, hockeista su ghiaccio ceco (Pardubice, n. 1987)
- Jakub Petružálek, hockeista su ghiaccio ceco (Litvínov, n. 1985)
- Jakub Sedláček, hockeista su ghiaccio ceco (Zlín, n. 1990)
- Jakub Šindel, ex hockeista su ghiaccio ceco (Jihlava, n. 1986)
- Jakub Voráček, hockeista su ghiaccio ceco (Kladno, n. 1989)
- Jakub Štěpánek, hockeista su ghiaccio ceco (Vsetín, n. 1986)

## Mezzofondisti(1)
- Jakub Holuša, mezzofondista e siepista ceco (Opava, n. 1988)

## Nuotatori(2)
- Jakub Kraska, nuotatore polacco (n. 2000)
- Jakub Majerski, nuotatore polacco (n. 2000)

## Ostacolisti(1)
- Jakub Szymański, ostacolista polacco (n. 2002)

## Pallavolisti(6)
- Jakub Bednaruk, pallavolista polacco (Andrychów, n. 1976)
- Jakub Jarosz, pallavolista polacco (Nysa, n. 1987)
- Jakub Kochanowski, pallavolista polacco (Giżycko, n. 1997)
- Jakub Novotný, pallavolista ceco (Sokolov, n. 1979)
- Jakub Popiwczak, pallavolista polacco (Legnica, n. 1996)
- Jakub Veselý, pallavolista ceco (Šternberk, n. 1986)

## Pesisti(2)
- Jakub Giża, ex pesista polacco (Bielawa, n. 1985)
- Jakub Szyszkowski, pesista polacco (n. 1991)

## Piloti automobilistici(1)
- Jakub Śmiechowski, pilota automobilistico polacco (Varsavia, n. 1991)

## Piloti di rally(1)
- Jakub Nábělek, copilota di rally ceco (Praga, n. 1982)

## Piloti motociclistici(2)
- Jakub Kornfeil, pilota motociclistico ceco (Kyjov, n. 1993)
- Jakub Smrž, pilota motociclistico ceco (České Budějovice, n. 1983)

## Pittori(1)
- Jakub Schikaneder, pittore ceco (Praga, n. 1855 - Praga, † 1924)

## Poeti(2)
- Jakub Bart-Ćišinski, poeta, drammaturgo e presbitero tedesco (Panschwitz-Kuckau, n. 1856 - Panschwitz-Kuckau, † 1909)
- Jakub Deml, poeta ceco (Tasov, n. 1878 - Třebíć, † 1961)

## Politici(1)
- Jakub Gieysztor, politico lituano (Medekszach, n. 1827 - Varsavia, † 1897)

## Rapper(2)
- Smack, rapper ceco (Praga, n. 1986)
- Yzomandias, rapper ceco (Karlovy Vary, n. 1991)

## Saltatori con gli sci(3)
- Jakub Janda, ex saltatore con gli sci e politico ceco (Čeladná, n. 1978)
- Jakub Sucháček, ex saltatore con gli sci ceco (Čeladná, n. 1978)
- Jakub Wolny, saltatore con gli sci polacco (Bielsko-Biała, n. 1995)

## Sciatori alpini(1)
- Jakub Fiala, ex sciatore alpino e sciatore freestyle statunitense (Praga, n. 1975)

## Scrittori(1)
- Jakub Arbes, scrittore ceco (Praga, n. 1840 - † 1918)

## Slittinisti(1)
- Jakub Kowalewski, slittinista polacco (Jelenia Góra, n. 1994)

## Sociologi(1)
- Jakub Karpiński, sociologo, storico e politologo polacco (Varsavia, n. 1940 - Varsavia, † 2003)

## Tennisti(1)
- Jakub Menšík, tennista ceco (Prostějov, n. 2005)

## Velocisti(1)
- Jakub Krzewina, velocista polacco (Kruszwica, n. 1989)

## Vescovi cattolici(1)
- Jakub Zadzik, vescovo cattolico polacco (Drużbinie, n. 1582 - Bodzentyn, † 1642)